# بيت شحرة (بعدان)

تعديل مصدري - تعديل

بيت شحرة هي إحدى قرى عزلة سير بمديرية بعدان التابعة لمحافظة إب، بلغ تعداد سكانها 440 نسمة حسب تعداد اليمن لعام 2004.